# Das Heimchen am Herde

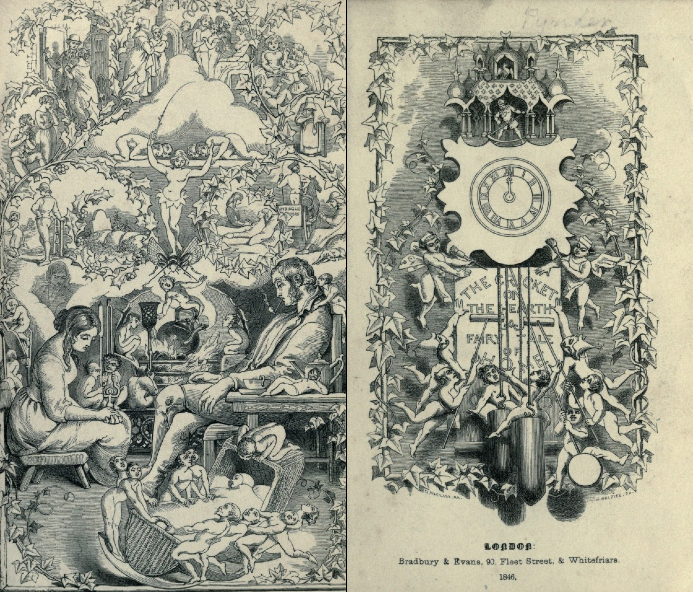
Das Heimchen am Herde, englische Ausgabe von 1846

Das Heimchen am Herde, englischer Originaltitel The Cricket on the Hearth, ist eine Erzählung von Charles Dickens aus dem Jahr 1845.
Die Novelle gehört zu den fünf Weihnachtsgeschichten, die Dickens in den Jahren 1843 bis 1847 jeweils zu Weihnachten als eigenständige Bücher veröffentlichte. Die bekannteste ist A Christmas Carol aus dem Jahr 1843, gefolgt von Chimes (1844) und The Cricket on the Hearth als dritter Band. Im Jahr 1846 folgte The Battle of Life und 1847 The Haunted Man.
Die Illustrationen stammten im Original von Daniel Maclise, John Leech, Richard Doyle, Clarkson Stanfield und Edward Landseer. In Anlehnung an den Gesang der Heimchen (Grillen) ist das Werk nicht in Kapitel, sondern in drei von Dickens so genannte „Chirps“ (Zirpen) eingeteilt.
Charles Dickens schrieb die Erzählung zwischen dem 17. Oktober und dem 1. Dezember 1845. Danach wurde sie sofort für das Weihnachtsgeschäft veröffentlicht.
Cricket on the Hearth ist eine Geschichte über das Glück, das die Grillen dem Hause bringen sollen. Es war seinerzeit üblich, Heimchen in speziellen, kleinen Käfigen an einer warmen Stelle in der Wohnung zu halten, um sich an deren Gesang zu erfreuen. Der Titel kann interpretiert werden als Anspielung auf die Hauptfigur der Erzählung: ähnlich wie die häusliche Ehefrau Mary ist auch das Heimchen ein glückbringendes Wesen.
Die Redewendung "Heimchen am Herd", die sich auf Ehefrauen bezieht, die sich ganz auf ihre häusliche Tätigkeit beschränken und darin Erfüllung finden, geht sicherlich auf die Erzählung zurück, hat aber inzwischen eine deutlich abwertende Bedeutung bekommen.

## Handlung

### Erstes Zirpen
John Peerybingle heiratet eine viel jüngere Frau und hat bereits ein Kind mit ihr. Er nennt seine Frau Mary immerzu nur Dot. Sie selbst mag zwar den Spitznamen, den er ihr gegeben hat, sagt aber, er solle aufhören, sie wie ein kleines Kind zu behandeln. Eines Abends bringt Mr. Peerybingle, der von Beruf Fuhrmann ist, einen Fremden mit nach Hause. Mary mag ihn nicht gern, nimmt ihn aber schließlich bei sich auf. Auch John hält den Fremden für einen komischen Kauz.
Als Kurier kommt John viel herum, und die Peerybingles haben viele Freunde, darunter auch Mr. Tackleton, einen kaltherzigen, alten Mann, der eines Tagen bei ihnen vorbeikommt, um ihnen mitzuteilen, dass er May heiraten wolle. May besuchte einst mit Dot die Schule und war etwas jünger als sie. Dot ist empört, als sie das hört, weil sie meint, Mr. Tackleton sei viel zu alt für May. Mr. Peerybingle ist jedoch der Meinung, Tackleton sei nur ein wenig älter als er selbst und deshalb sei der Altersunterschied zwischen den beiden nicht erheblicher als bei ihm und seiner Frau.

### Zweites Zirpen
Mr. Tackleton ist Spielzeughändler, was so gar nicht zu seinem Wesen zu passen scheint. Sein Angestellter Caleb Plummer hat eine blinde Tochter und einen Sohn, den er für tot hält.
Was bis dahin niemand weiß: Bei dem Fremden, den die Peerybingles aufgenommen haben, handelt es sich um Calebs Sohn. Doch Mary soll es als erste an dem Abend erfahren, an dem sie und ihr Mann bei Mr. Tackleton zum Abendessen eingeladen sind. Auch Mays Mutter und die Plummers sind eingeladen. Mr. und Mrs. Peerybingle bringen den Fremden mit zum Essen, da sie ihn nicht alleine bei ihnen zu Hause lassen wollen.
Nach dem Essen holt der Fremde Dot in ein Hinterzimmer und Mr. Tackleton sieht von einem Fenster aus genau auf die beiden; er denkt, sie hätten eine Affäre, und ruft John Peerybingle zu sich.
Als John Mary und den Fremden durch das Fenster im Haus sieht, glaubt auch er an eine Affäre seiner Frau.

### Drittes Zirpen
Die ganze Nacht lang sitzt John Peerybingle vor der Tür des Fremden und wartet. Er lauscht dem Zirpen der Grille am Herd.
Am nächsten Morgen will das Hausmädchen Tilly Slowbody den Fremden aus dem Zimmer holen, doch er ist nicht mehr da.
Es ist der Tag der Hochzeit zwischen Mr. Tackleton und May Fielding, als der Bräutigam bei seinem Freund Peerybingle vorbeischaut. Er glaubt zuerst, John habe den Fremden verjagt, der versichert jedoch, nichts getan zu haben. Schließlich beschließt Mr. Peerybingle, seine Frau sofort zu verlassen, nicht etwa aus Eifersucht oder Rache, sondern weil er glaubt, einfach zu alt für sie zu sein. Er denkt, mit einem jüngeren Mann wäre sie glücklicher.
Tackleton bittet John, noch zumindest bis zur Hochzeit zu bleiben und John willigt ein.
Dot ist inzwischen bei den Plummers. John, der Kutscher, bringt den Fremden zur Familie Plummer und als Dot allen erzählt, dass der Fremde Edward, der tot geglaubte Sohn von Mr. Plummer ist, ist auch John nicht mehr böse und nimmt Dot zurück. Dann kommen May und kurz darauf Mr. Tackleton, der vor der Kirche von seiner Braut sitzengelassen wurde. Diese hatte nämlich schon am frühen Morgen Edward, Calebs vermissten Sohn, geheiratet. May ist genau so alt wie Edward und war ihm schon von Jugend an versprochen gewesen. Der Vermisste war gerade rechtzeitig wieder aufgetaucht. Es stellt sich heraus, dass May Mr. Tackleton nur wegen des Geldes heiraten wollte, und um ihrer Mutter zu helfen, die kein Geld mehr zum Überleben gehabt hätte.
Bei den Peerybingles findet danach die Hochzeitsfeier für Edward und May statt. Auch Tackleton trifft auf die Hochzeitsgesellschaft und schenkt dem Paar sogar den Hochzeitskuchen, der eigentlich für ihn und May vorbereitet worden war. Schließlich sind alle miteinander versöhnt und tanzen. Und die Grille im Herd zirpt fröhlich mit ihnen.